# Джайа
Джайа (также ДЖАйА и Jaya) — регги-группа из Вологды, основанная четырьмя музыкантами в 2007 году. 

## Состав
До создания группы, участники играли фанк, арт-рок, блюз и джаз. Нынешний состав выглядит так:
- Михаил «Зоз» Зозуля — автор песен, солист, гитарист;
- Андрей Малафеевский — бас-гитара;
- Игорь Кошкин — гитара;
- Роман Чепиленко — ударные.

### Бывшие участники
С 2008 по 2014 года в группе играл клавишник Владимир Плисс.

## Альбомы
У группы два альбома: Малиновые пальмы (2008) и Музыка сердца (2019).